# Трудомировка
Трудомировка (укр. Трудомирівка, до 2016 года — Артёма) — село, относится к Великомихайловскому району Одесской области Украины.
Население по переписи 2001 года составляло 33 человека. Почтовый индекс — 67150. Телефонный код — 8-04859. Занимает площадь 0,36 км². Код КОАТУУ — 5121683402.

## Местный совет
67150, Одесская обл., Великомихайловский р-н, с. Новосёловка, ул. Ленина, 1